# Saarkanal (bei Kanzem)

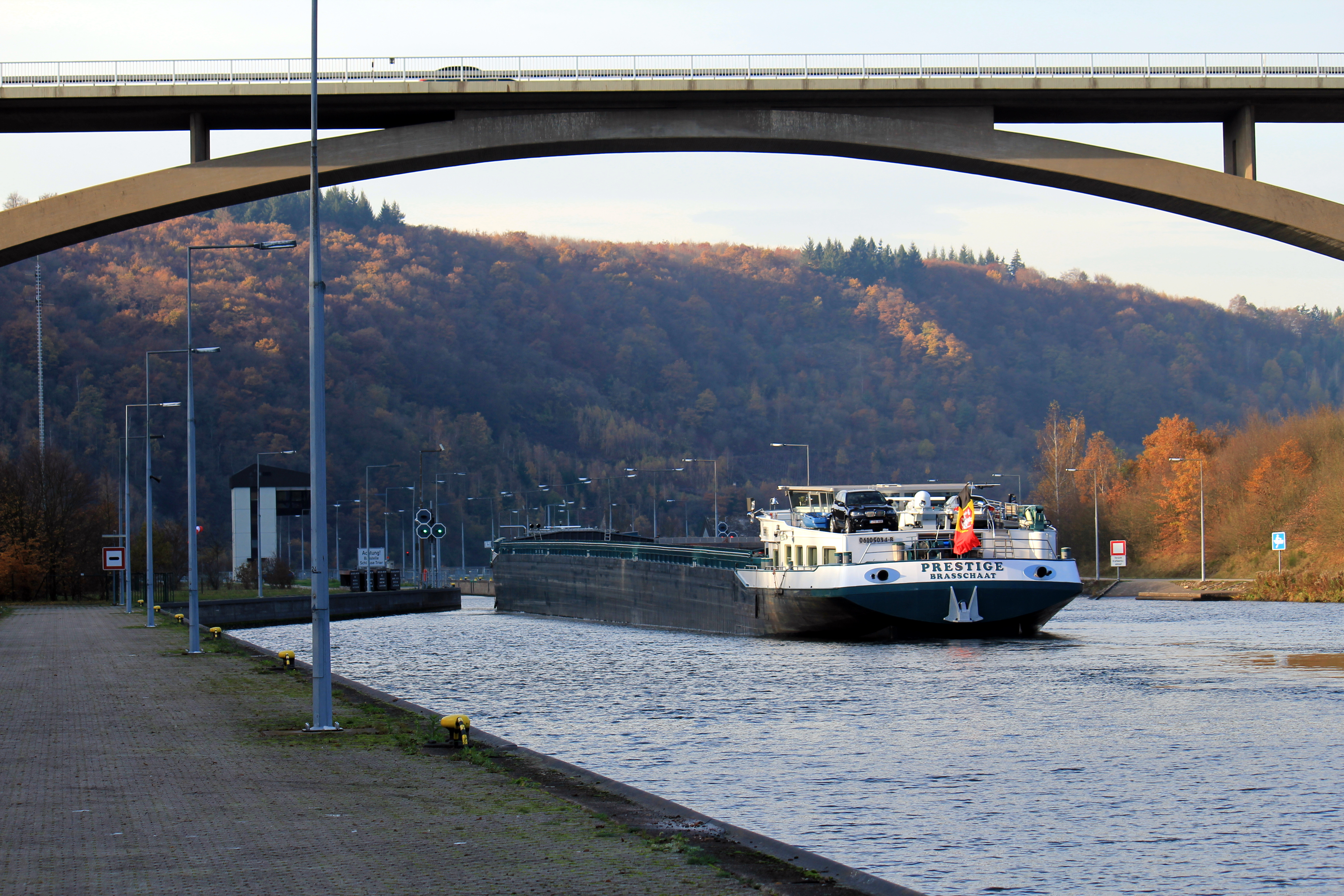
Saarkanal bei Kanzem

Der Saarkanal bei Kanzem (auch: Schleusenkanal Kanzem) im Landkreis Trier-Saarburg in Rheinland-Pfalz ist ein Schleusenkanal links der Saar.
Er hat eine Länge von 2,993 km und die Gewässerkennziffer (GKZ) 264992.
Ein linker Zufluss ist der 2,6 km lange Weyerbach mit der GKZ 2649922.
Der Weyerbach floss vor dem Bau des Saarkanals in südlicher Richtung nach Biebelhausen und mündete dort in die Saar.
Am Beginn des Altarms der Saar
liegt das Wehr Schoden zwischen Schoden und Ayl-Biebelhausen.
Am Ende des Saarkanals
liegt die Schleuse Kanzem bei Hamm (Konz).
Das Wehr bei Schoden hat eine Fallhöhe von 5,70 m und die Staustufe Kanzem eine von 11,75 m.
Der Schleusenkanal entstand bis 1986 im Rahmen der Saarkanalisierung und verkürzt den Schifffahrtsweg an der Saar um etwa 4,5 km.
Der entstandene Altarm der Saar wurde als Wiltinger Saarbogen unter Naturschutz gestellt.